# Сераф
Сераф (англ. Seraph) — персонаж кинотрилогии «Матрица». Роль Серафа исполняет Коллин Чоу. При том, что основная масса актёров в фильме либо европеоиды, либо негроиды, на роль Серафа братьями Вачовски был выбран азиатский актёр. В этом проявилось особое отношение режиссёров к азиатской культуре как экзотической и альтернативной к западной, но в то же время её дополняющей.
Сераф является программой, его задача — охранять Пифию. Как он сам говорит: «Я защищаю то, что важнее всего» (англ. I protect that which matters most). При этом выполняет эту обязанность давно, до событий первого фильма.
Имя его (Серафим), очевидно, является отсылкой к святым серафимам — ангелам, наиболее приближённым к Богу.
Можно считать Серафа программой аутентификации: он проверяет человека с помощью поединка и лишь убедившись, что это тот человек, допускает его к Пифии. Кроме того, это ещё одна отсылка к восточной философии: «Чтобы узнать человека, нужно с ним сразиться» (англ. You do not truly know someone until you fight them).
Также Сераф несколько раз звонит на корабли повстанцев в реальный мир и приглашает их на встречу с Пифией.
В последней части трилогии Сераф помогает Морфеусу и Тринити освободить Нео из плена на станции Mobil ave. Во время этого охранник клуба «Ад» называет его бескрылым. Точно так же его называет и Меровинген: «Блудный сын вернулся. Ангел без крыльев» Более того, Меровинген также называет его Иудой («…поскольку ты, мой маленький Иуда, привёл их сюда…»).
В сцене, где Серафа и Сати настигает Смит, упоминается, что Сераф уже дрался со Смитом и побеждал его:

— Привет-привет. Давненько не виделись… Помню, сражаться с тобой также нелегко, как с духом.

— Я тебя уже побеждал.

— Да, ты прав, но сейчас, как видишь, несколько иная обстановка.

## Факты
- Голосом Серафа в игре The Matrix: Path of Neo является Майкл Гоф, исполнителем движений — Алекс Хин (Alex Huynh).
- В русской версии его озвучивал Александр Рахленко